# ايمي ويبر
ايمي ويبر (بالإنجليزية: Amy Weber)‏ (و. 1970 – م) هي ممثلة، وعارضة، وممثلة تلفزيونية، من الولايات المتحدة الأمريكية، ولدت في بيوريا، إلينوي.

## وصلات خارجية
- ايمي ويبر على موقع CageMatch worker (الإنجليزية)
- ايمي ويبر على موقع قاعدة بيانات المصارعة على الإنترنت (الإنجليزية)
- ايمي ويبر على موقع عالم المصارعة على الإنترنت (الإنجليزية)
- ايمي ويبر على موقع عالم المصارعة على الإنترنت (الإنجليزية)

- ايمي ويبر على موقع IMDb (الإنجليزية)
- ايمي ويبر على موقع ألو سيني (الفرنسية)
- ايمي ويبر على موقع أول موفي (الإنجليزية)
- ايمي ويبر على موقع قاعدة بيانات الفيلم (الإنجليزية)
- ايمي ويبر على موقع كينوبويسك (الروسية)